# Kościół św. Klemensa Papieża i Męczennika w Klembowie
Kościół świętego Klemensa Papieża i Męczennika – rzymskokatolicki kościół parafialny należący do parafii pod tym samym wezwaniem (dekanat wołomiński diecezji warszawsko-praskiej).

## Historia
W początku XIV wieku w Klembowie erygowana była parafia, ulokowana w drewnianym budynku. W marcu 1629 roku biskup płocki Stanisław Łubieński konsekrował nowy kościół w tym miejscu. Budowla spłonęła w 1656 roku w wyniku Szwedów i kozaków. Kolejny kościół w Klembowie powstał w 1658, konsekrowany został przez biskupa Andrzeja Chryzostoma Załuskiego w 1699. Obiekt spłonął podczas insurekcji kościuszkowskiej. Ludność Klembowa pozbawiona została świątyni.

## Obecny budynek
Jest to świątynia wzniesiona przez właściciela dóbr klembowskich, generała Franciszka Żymirskiego w latach 1823–1829. Wybudował on kościół murowany z cegły i pokryty gontami. Świątynia została przebudowana w latach 1885–1894 według projektu W. Kamieńskiego. Podczas tych prac zostały dodane prezbiterium z zakrystią i skarbcem oraz dwie kaplice umieszczone po obu stronach nawy. W ten sposób powstał kościół jednonawowy, który razem z kaplicami tworzy formę krzyża łacińskiego. Podczas działań wojennych w 1944 roku świątynia została uszkodzona, ale potem została odbudowana. Budowla posiada wieżę, wybudowaną w 1959 roku. Dach nawy głównej i kaplic bocznych jest dwuspadowy, nakrywa go blacha ocynkowana. Ołtarz główny i cztery ołtarze boczne zostały zbudowane w połowie XIX wieku. Są to ołtarze wykonane z drewna, które zostały odmalowane i pokryte szlagmetalem. W ołtarzu głównym jest umieszczony obraz Matki Bożej z Dzieciątkiem namalowany w XVII wieku i przykryty srebrną suknią, nazywany Matką Bożą Klembowską. Także ambona, chrzcielnica i tron wykonane w XIX wieku są drewniane i zostały odmalowane oraz pokryte szlagmetalem. Obecny wystrój wewnętrzny świątyni został wykonany przez artystę malarza Jana Molgę z Warszawy.
Od 1960 roku kościół jest wpisany do rejestru zabytków województwa warszawskiego.

## Galeria

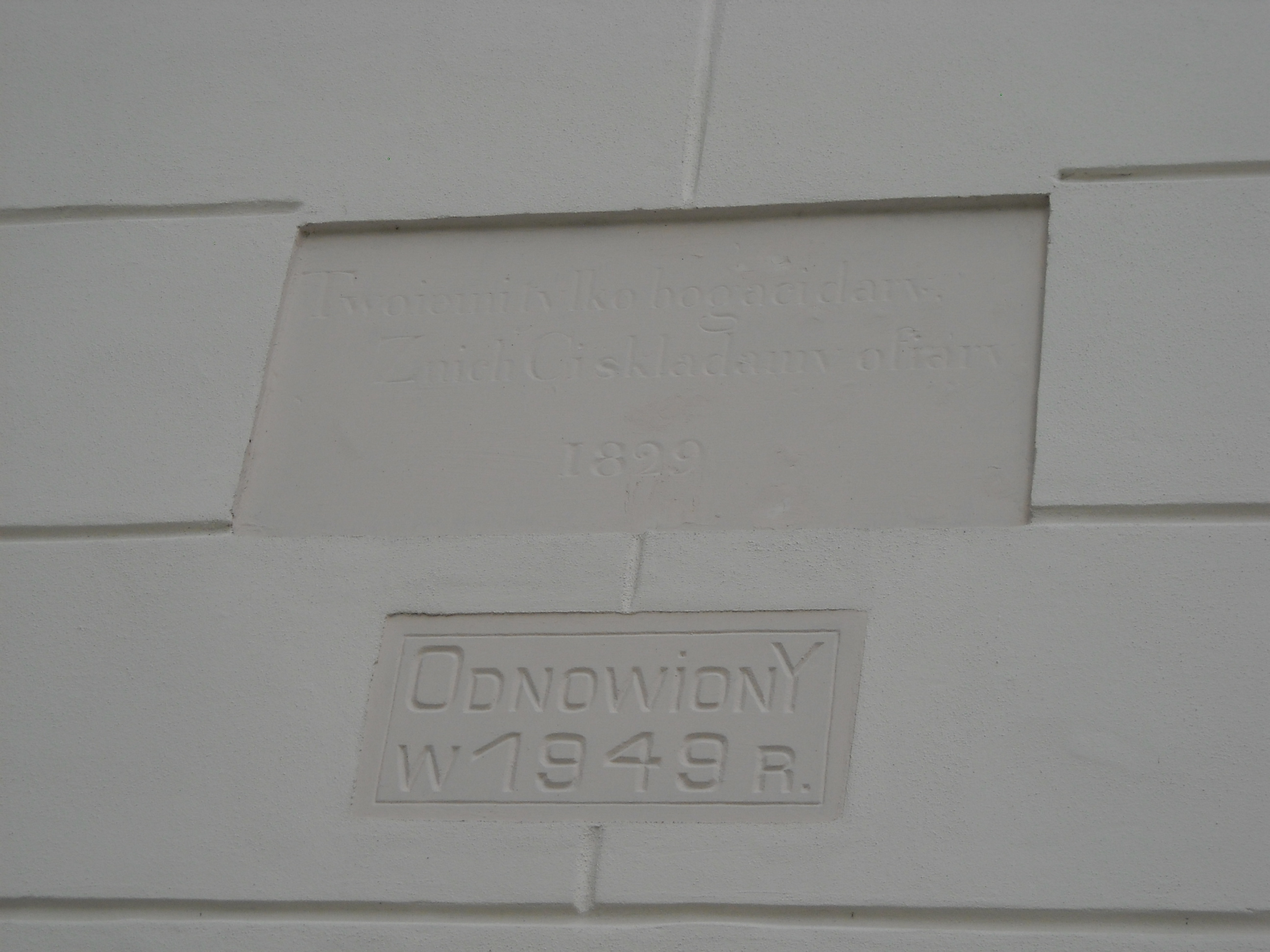
Tablica na murze: „Twojemi tylko bogaci dary, z nich Ci składamy ofiary - 1829; Odnowiony w 1949 r.”
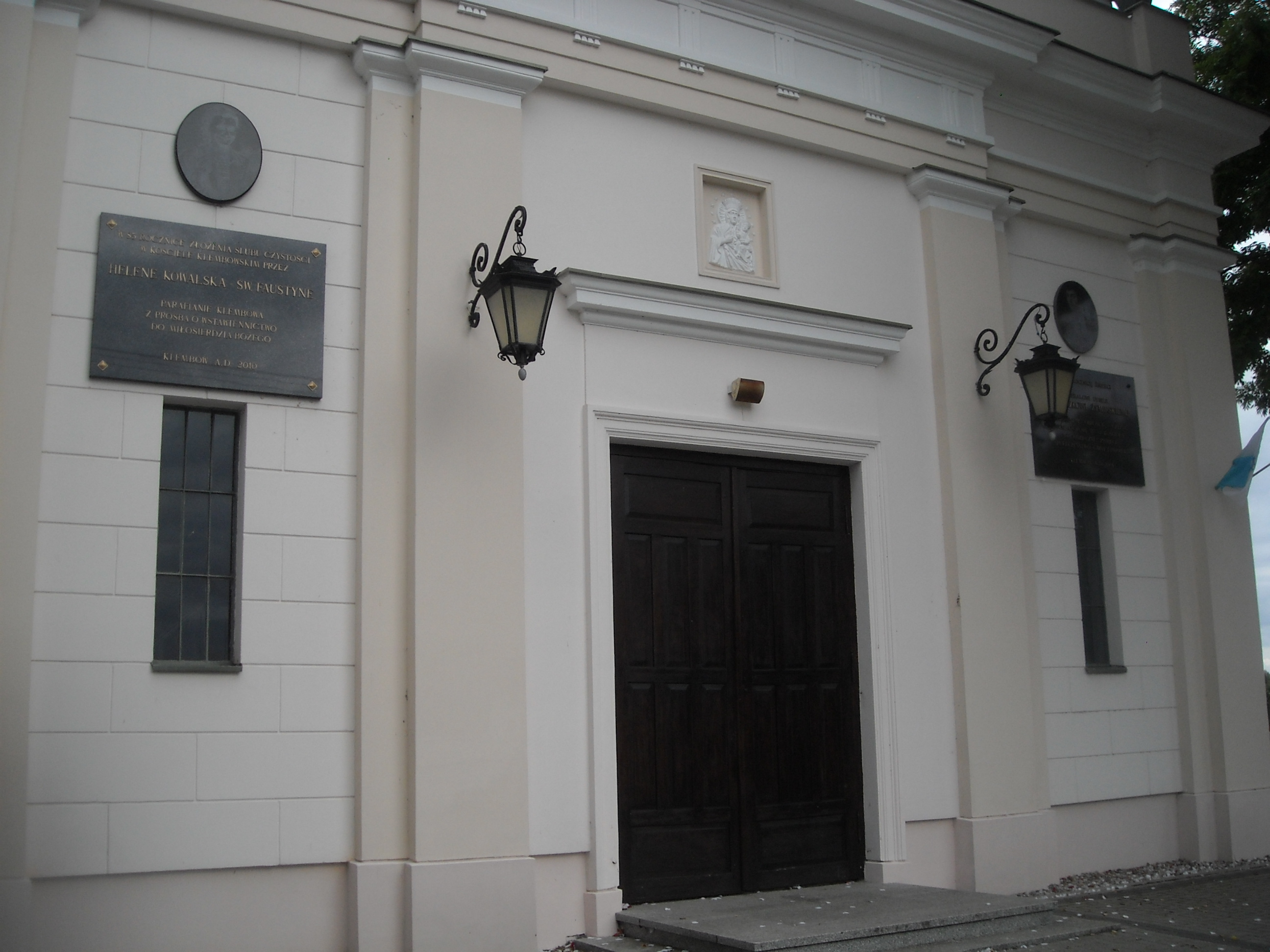
Wejście główne
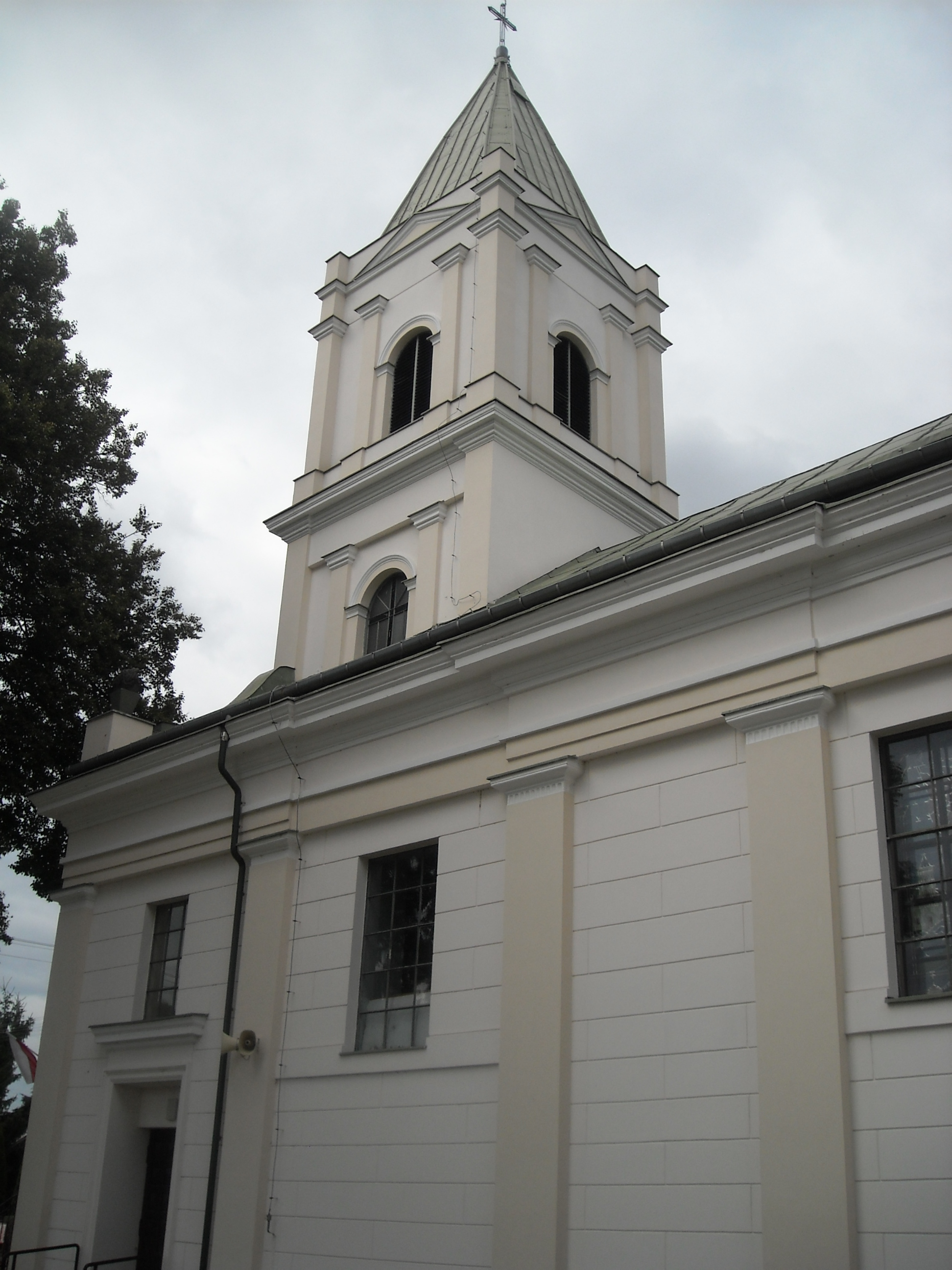
Wieża
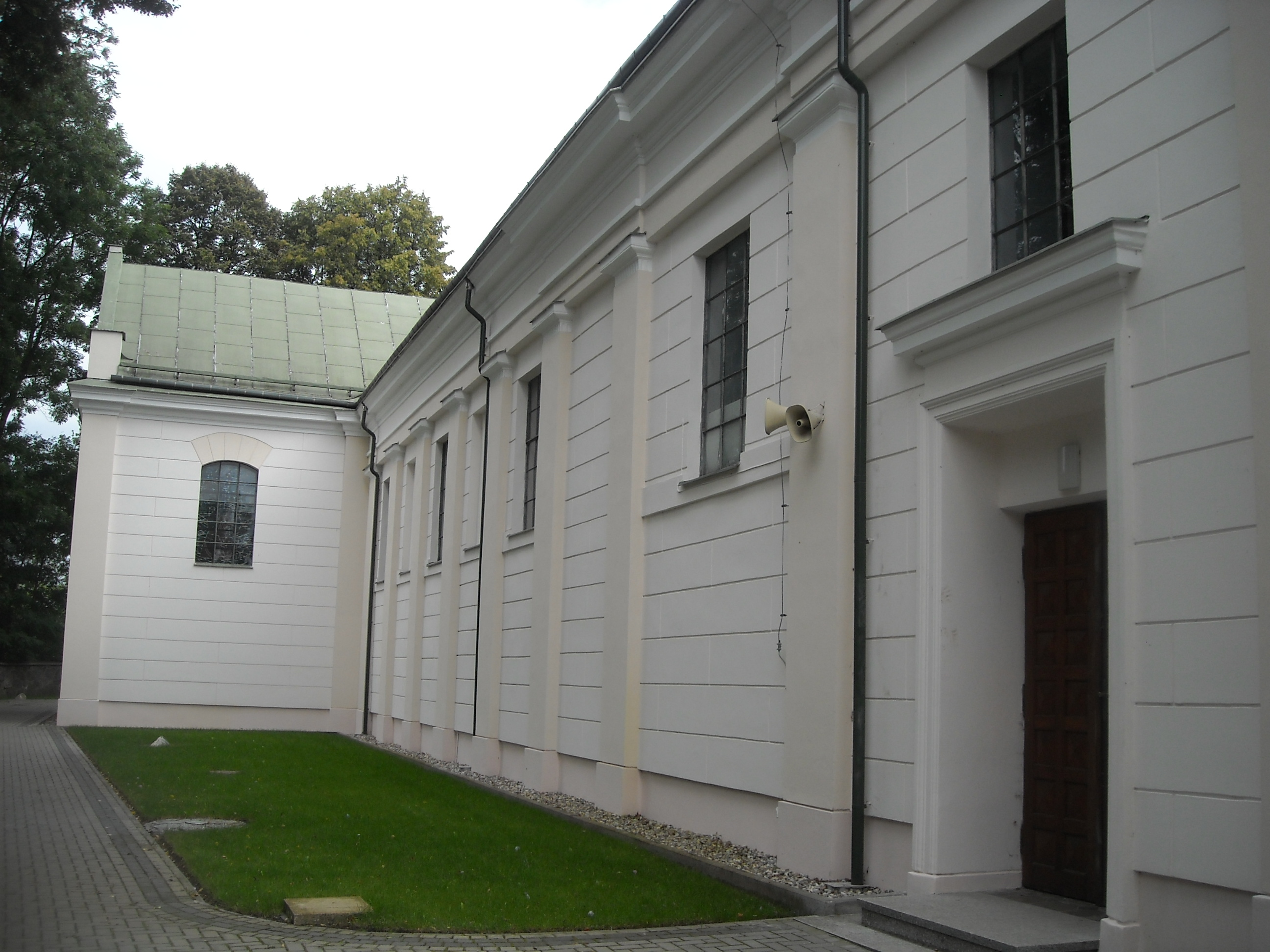
Lewa strona kościoła z widoczną jedną z kaplic bocznych
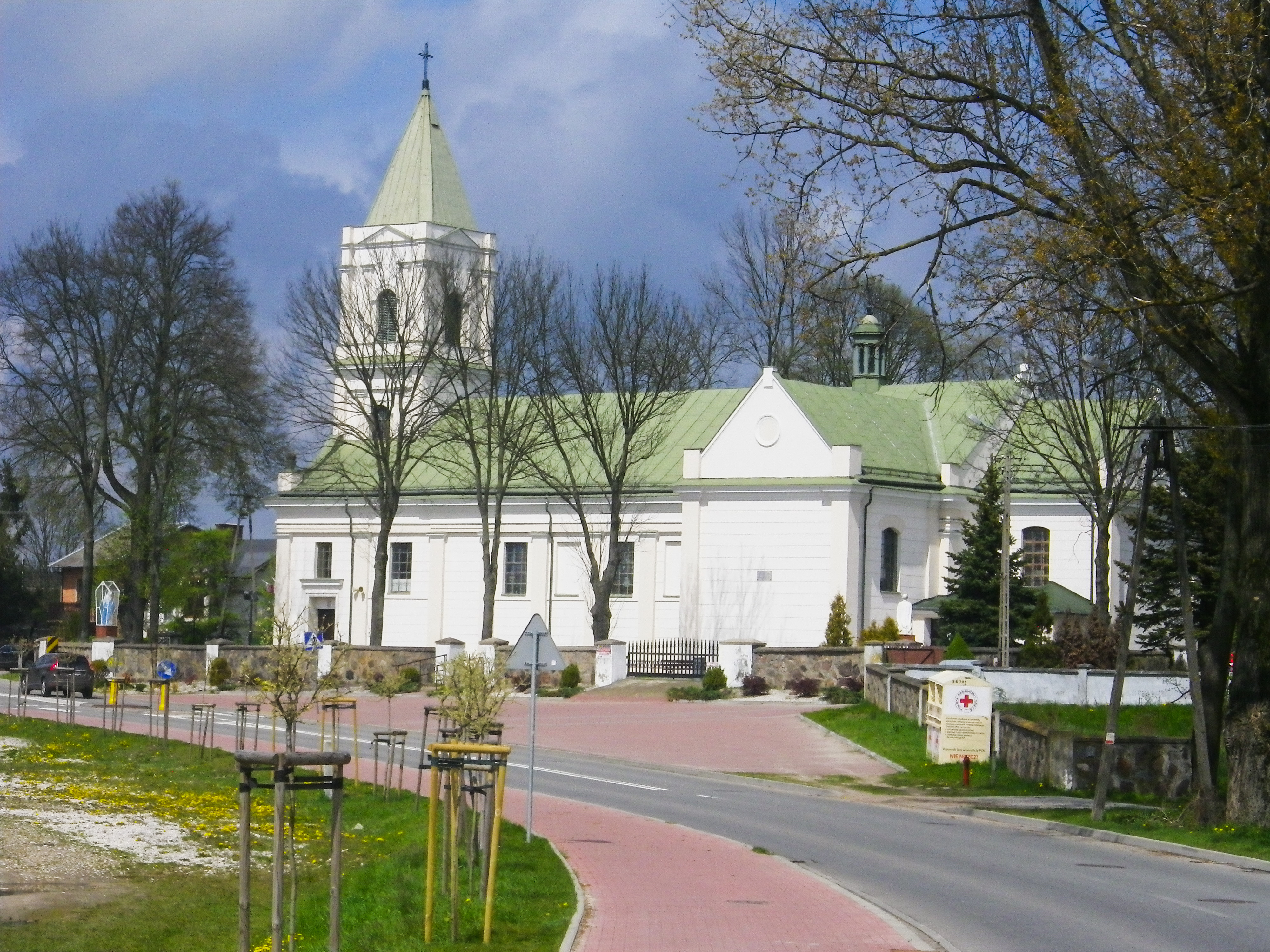
Widok od strony ulicy